# Djalma Veloso
Djalma Martins Veloso (Valença do Piauí, 21 de outubro de 1921 — Teresina, 8 de maio de 2007) foi um advogado e político brasileiro, tendo sido governador do Piauí.

## Biografia
Filho de Cinéas de Castro Veloso e Benedita Martins Veloso. Advogado formado pela Universidade Federal da Bahia. Filiado à UDN integrou o diretório regional da legenda sendo eleito deputado estadual em 1954, 1958 e 1962 ocupando a Secretaria de Justiça e Segurança Pública no governo Chagas Rodrigues. Ingressou na ARENA com a instituição do bipartidarismo graças ao Ato Institucional Número Dois baixado pelo Regime Militar de 1964 e foi reeleito em 1966 e 1970.
Em 1974 foi eleito vice-governador do Piauí na chapa de Dirceu Arcoverde assumindo a cadeira do titular em 14 de agosto de 1978 quando este renunciou para disputar a eleição para senador governando o Piauí até 15 de março de 1979 quando transmitiu o cargo para Lucídio Portela. Foi secretário de Governo no último ano de gestão de seu sucessor e permaneceu no cargo durante o primeiro governo Hugo Napoleão até ser nomeado conselheiro do Tribunal de Contas do Estado do Piauí onde permaneceu de 1984 a 1991. Faleceu vítima de câncer no cérebro.
Seus avós maternos são Idalina Tereza dos Santos e José Idelfonso de Sousa Martins, cuja mãe, Maria Raimunda de Sousa Martins, era neta pelo lado paterno de Manuel de Sousa Martins, o Visconde de Parnaíba.